# Транспорт в Таиланде

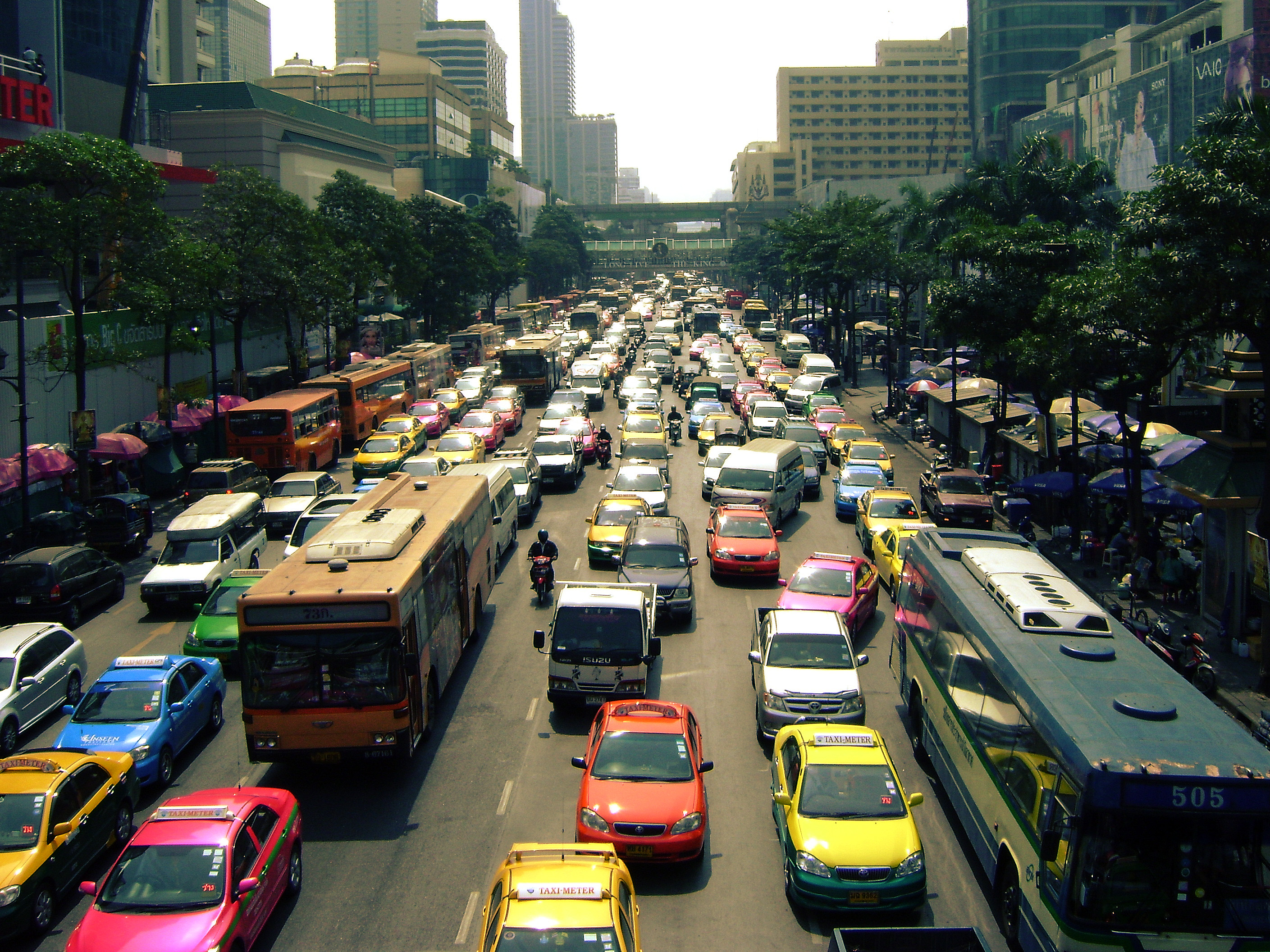
Большое количество автобусов, маршруток и такси соседствуют на Ратчадамри Роад с личными автомобилями, Бангкок.

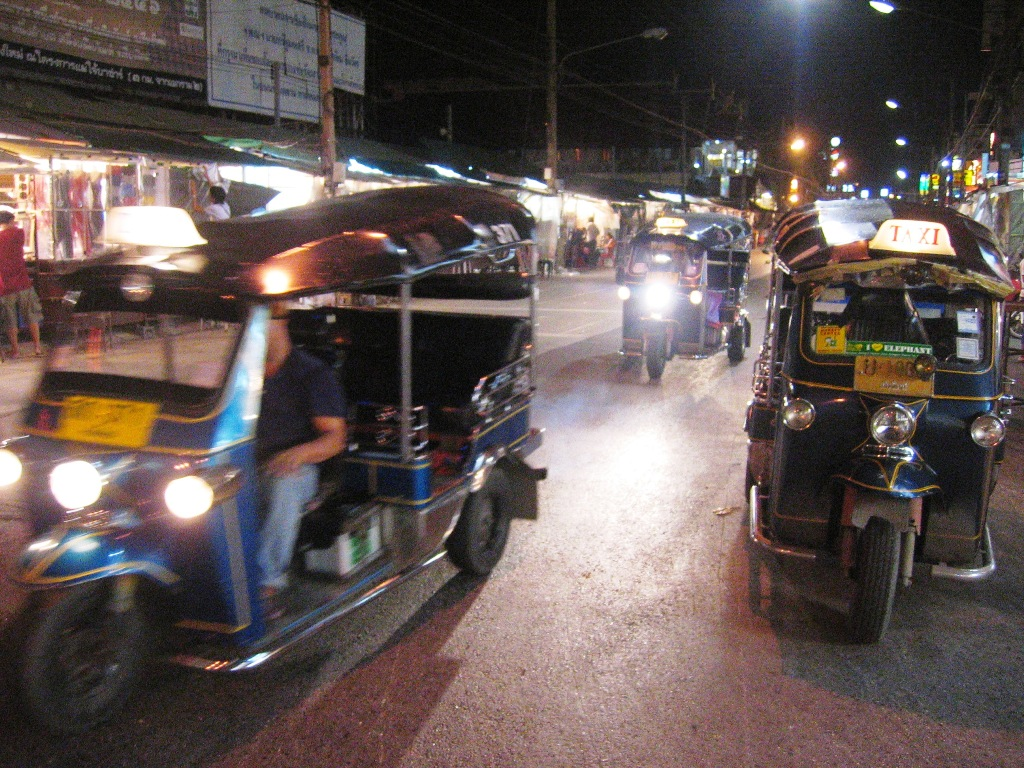
Такси «Тук-Тук» — один из видов общественного транспорта в Бангкоке и других городах Таиланда

Транспорт в Таиланде разнообразен и хаотичен, здесь нет одного какого-либо доминирующего вида транспорта. Для дальних путешествий часто используется автобусы, поезда и самолёты. На небольшие расстояния микроавтобусы или пригородные поезда. В грузовых перевозках преобладает автомобильный транспорт.
Для коротких поездок часто используются мотоциклы или такси. В Бангкоке, Паттайе и других крупных городах люди пользуются общественными мототакси. Ежедневный пассажиропоток в Бангкок различных транзитных линий превышает 800 000 человек.
Тайский воздушный транспорт с разными авиаперевозчиками ощутил в 2010 году всплеск популярности за счет расширения услуг дешевых лоукост-перевозчиков — Nok Air и др.
В Таиланде есть водный транспорт, моторикши, сонгтео.

## Железнодорожный транспорт

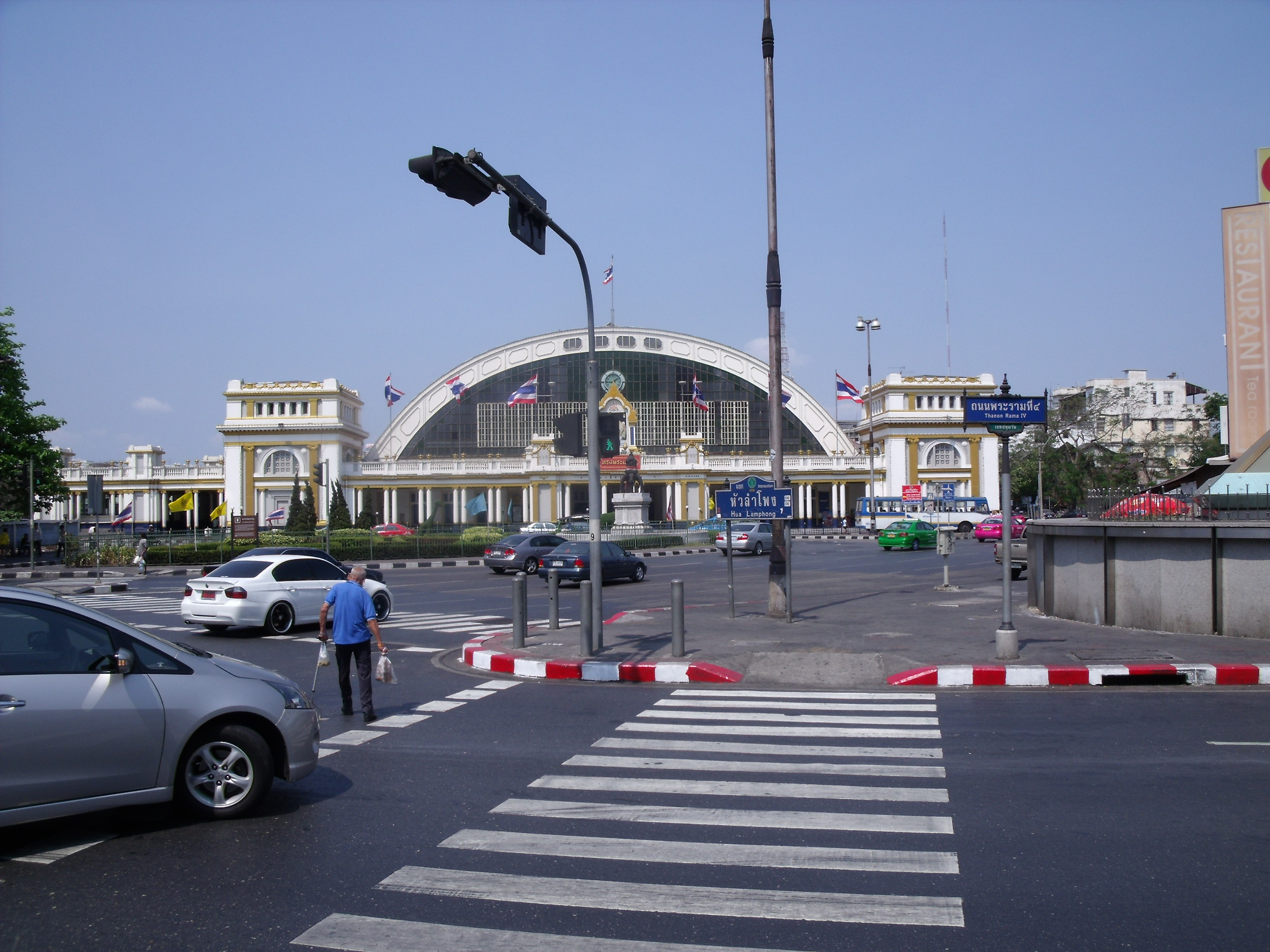
Железнодорожный вокзал Хуа Лампонг

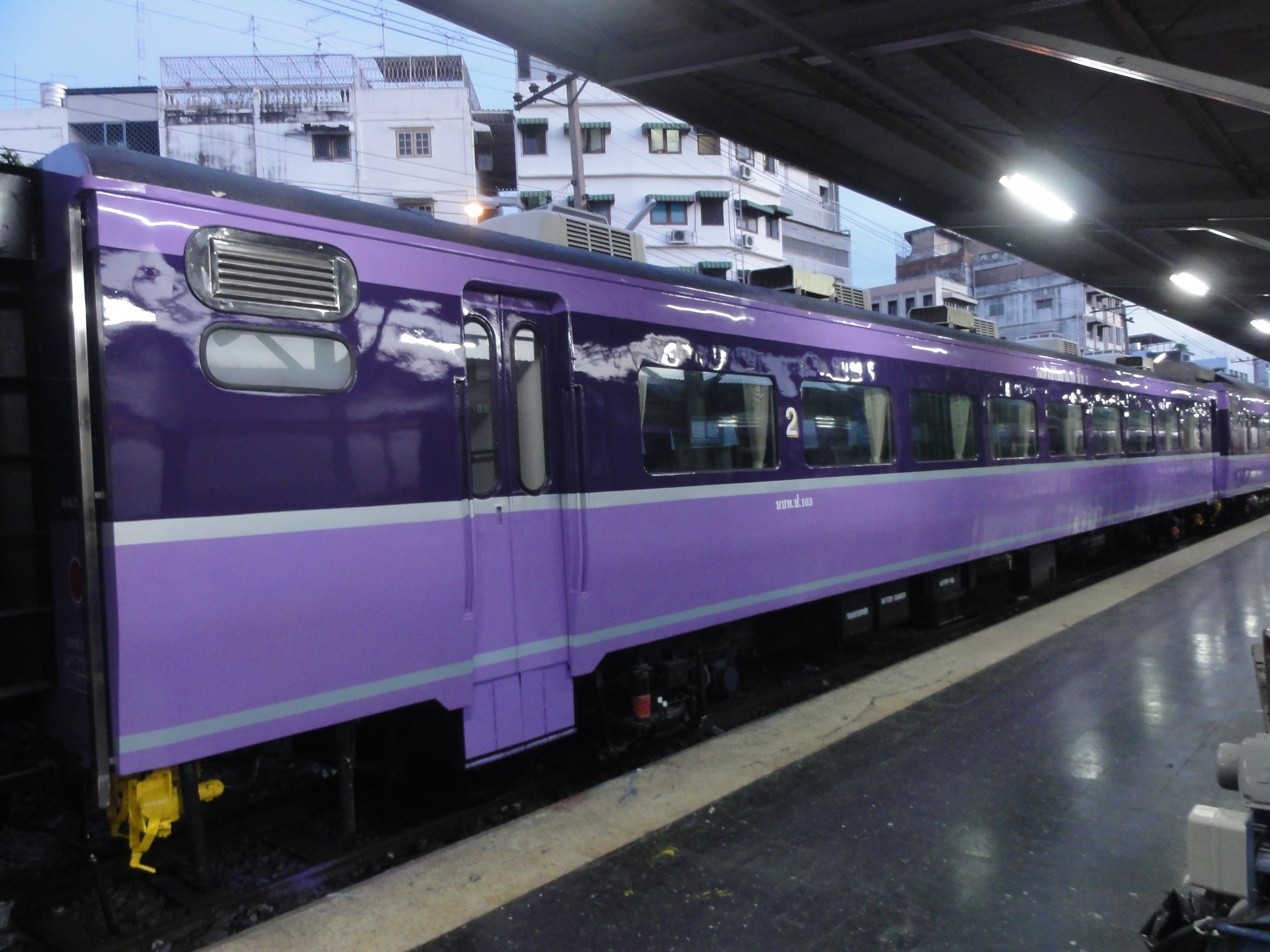
Плацкартный вагон на Государственных железных дорогах Таиланда в Хуа Лампонг

Железнодорожная сеть Таиланда охватывает большинство регионов страны. Имеются международные сообщения с Лаосом, Камбоджей и Малайзией. Основной оператор Государственные железные дороги Таиланда.
Протяжённость железных дорог на 2017 год составляла 4507 км (2801 миль) метровой колеи. Железные дороги в стране почти все однопутные (4097 км). Протяжённость автомобильных дорог составляет 390 000 км.
Железнодорожный транспорт рассматривается как малоэффективный. Поезда часто опаздывают, большая часть оборудования устарела. Железная дорога работает себе в убыток, несмотря на то, что финансируется правительством. В 2010 году убыток составил 7,580 млрд. батов. Попытки правительства реструктуризации и/или приватизации железной дороги в 2000-х годах не принести успеха.
Помимо поездов дальнего следования, также имеются пригородные поезда.

### Метрополитен

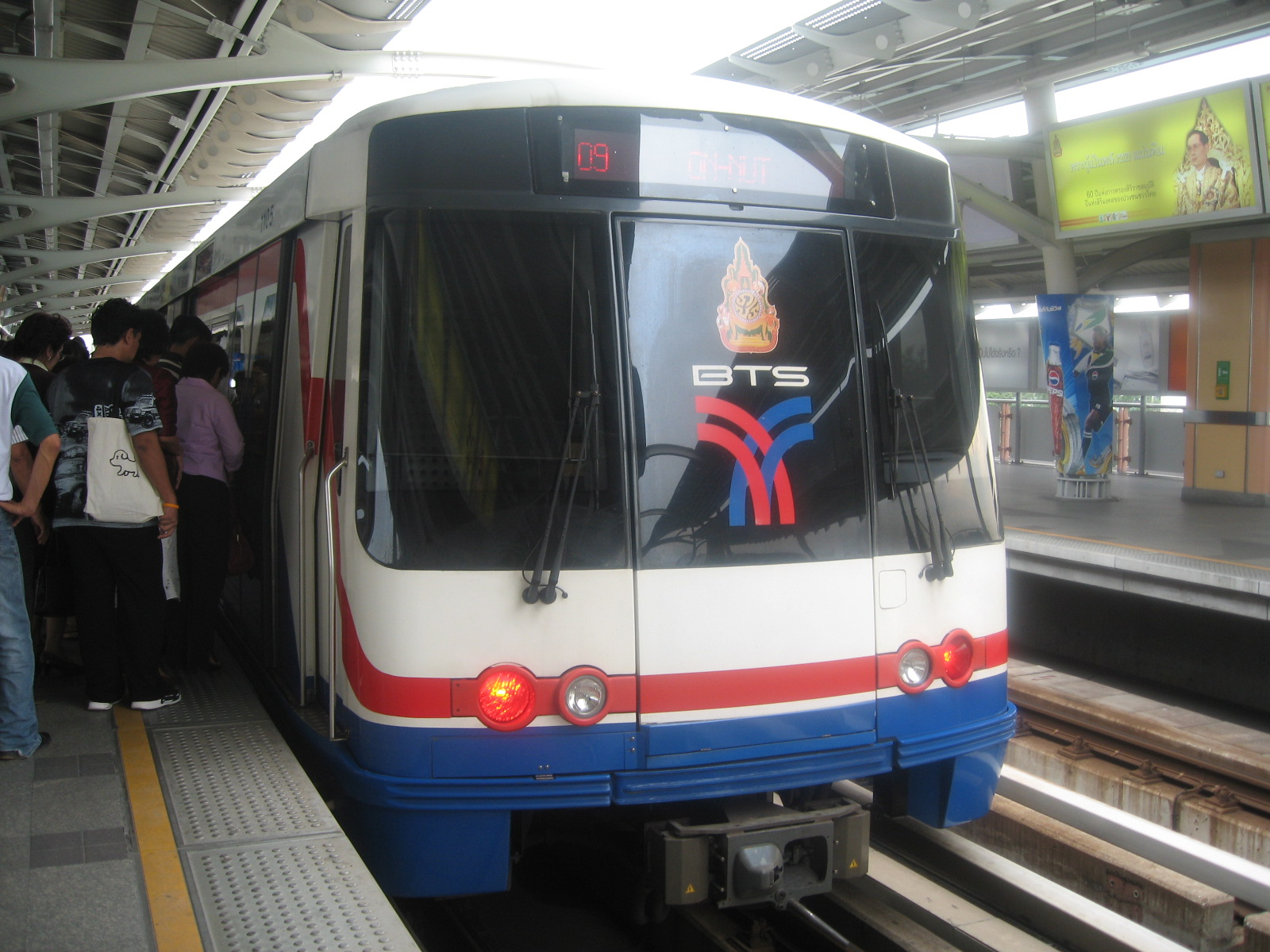
Интерьер станции метро в Бангкоке

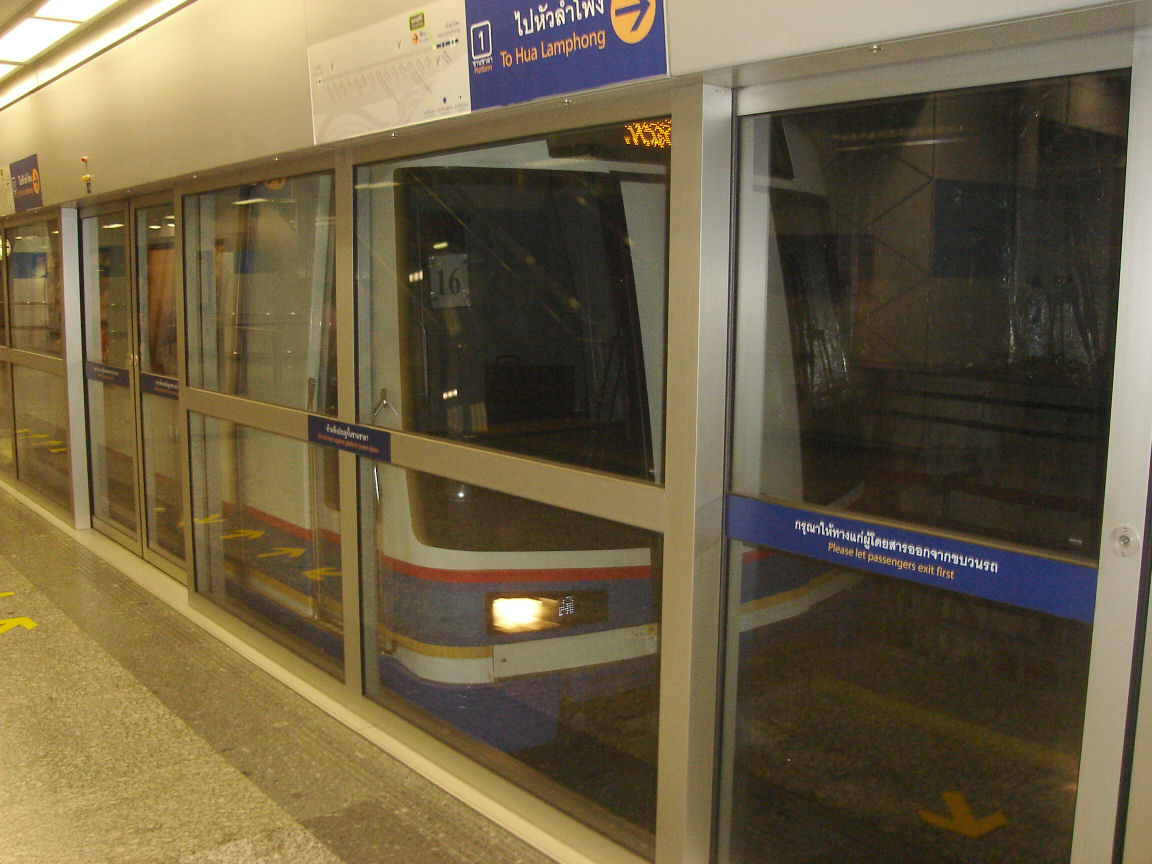
Бангкок, станция метро Силом

#### Бангкок
Бангкок обслуживают несколько скоростных транспортных систем:
- Метрополитен MRT с двумя линиями.
- Две линии системы BTS Skytrain.
- Аэроэкспресс в аэропорт Суварнабхуми.
- Светло-красная и тёмно-красная линии городской электрички
- Желтая и Розовая линии монорельса

#### Кхонкэн
В марте 2016 года правительство Таиланда одобрило проект первого легкорельсового транспорта в провинции Кхонкэн. Предполагается начать строительство в 2017 году и завершить его за 1-2 года. Первая фаза строительства  оценивается в 1,5 млрд. батов.

#### Пхукет
Проектирование наземного лёгкого метро в Пхукете начато в конце 2014 года.
При запуске метро изменения ожидаются в движении через Пхукет-Таун.
Министерство транспорта одобрило проект метро, цена проекта 23,5 миллиардов батов, завершение планируется работ в 2021 году.

## Автомобильный транспорт
Таиланд имеет 390 000 км автомобильных дорог. Всего здесь 462 133 дорог и многополосных автомагистралей. На 2017 год Таиланд насчитывает 37 миллионов зарегистрированных транспортных средств, 20 млн. из них мотоциклы, а ещё здесь миллионы не регистрированных автомобилей.

### Безопасность дорожного движения
На тайских дорогах погибают каждый день шестьдесят шесть человек, семь из них — дети. По данным Всемирной организации здравоохранения дороги в Таиланде являются вторыми по смертности в мире.  Легковые фургоны попадают ежемесячно примерно в 19 аварий, на них приходится 9,4 смерти. Это  самый опасный из всех видов общественного транспорта, участвовавших в ДТП. Регулярные экскурсионные автобусы остаются на втором месте с общим количеством 141 ДТП, в результате происходит 56 смертей и 1252 раненых. На третьем месте в списке были нерегулярные туристические автобусы, участвует в 52 транспортных происшествиях, в результате которых погибло 47 человек и 576 травмировано. Такси были четвёртыми с 77 авариями, в результате которых погибли семь человек и 84 было ранено. Обычные автобусы были задействованы в 48 авариях с 10 погибшими и 75 ранеными. На 2016 год в стране было 156 089 единиц юридически зарегистрированного общественного транспорта, 42 202 из которых были легковые автомобили, в том числе 16 002 — обычные автомобили, 24 136 — машины нерегулярного движения и 1 064 — частные микроавтобусы.
Самыми опасными являются путешествия в Таиланд на праздники Новый год и Сонгкран. Сонгкран в 2016 году увидел 442 смерти и 3 656 травм.
Попытки правительства сократить число погибших и раненых оказались неэффективными. В 2011 году правительство объявило, что следующие десять лет в Таиланде наступит «десятилетие действий по безопасности дорожного движения» безопасность на дороге сотрудничестве центра.

### Общественный автобус
Автобусы являются основным транспортным средством для перевозки грузов и людей, наиболее популярным средством дальних путешествий.
В Таиланде есть два вида междугородних автобусов:
- автобусы транспортной компании TCL государственной автобусной компании.  TCL автобусы легко узнать по большому золотому гербу каждой стороны шины.
- автобусы частных компаний. Они многочисленны и предлагают сотни маршрутов различных категорий обслуживания (экспресс, ВИП, местные, с кондиционером и др.)

#### Общественные автобусы в Бангкоке

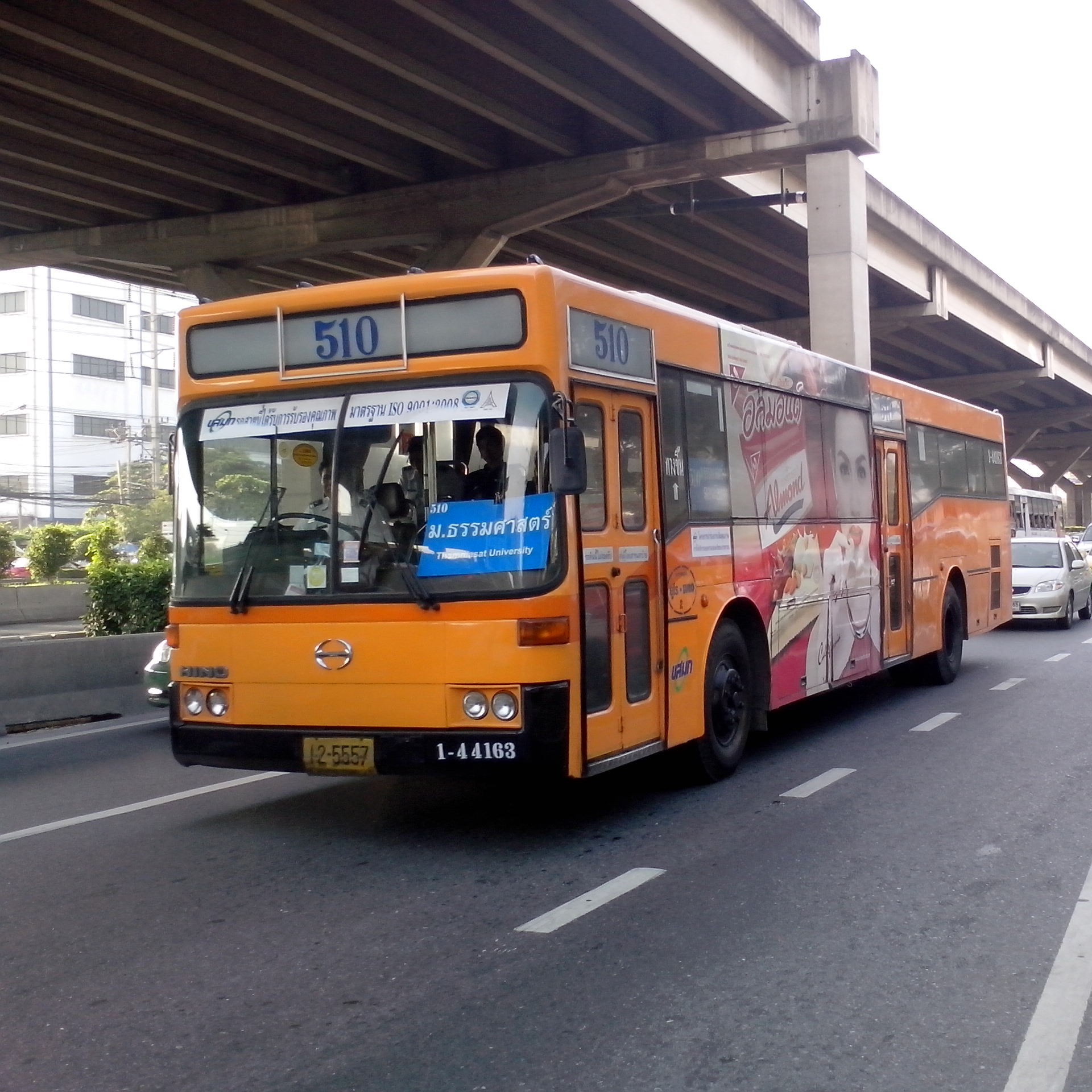
Автобусы с кондиционером BMTA, тип общественного автобуса в Бангкоке

В Бангкоке операторы BMTA является основными в общественном транспорте.  BMTA в настоящее время работает на автобусных маршрутах  в провинциях Нонтхабури, Патхум-Тхани, Нонтхабури, Самут Сакхон и Накхон Патхом.
Скоростной автобусный транспорт в Бангкоке обслуживает пять маршрутов.  Все автобусы марки Sunlong SLK6125CNG.

### Сети автомобильных дорог

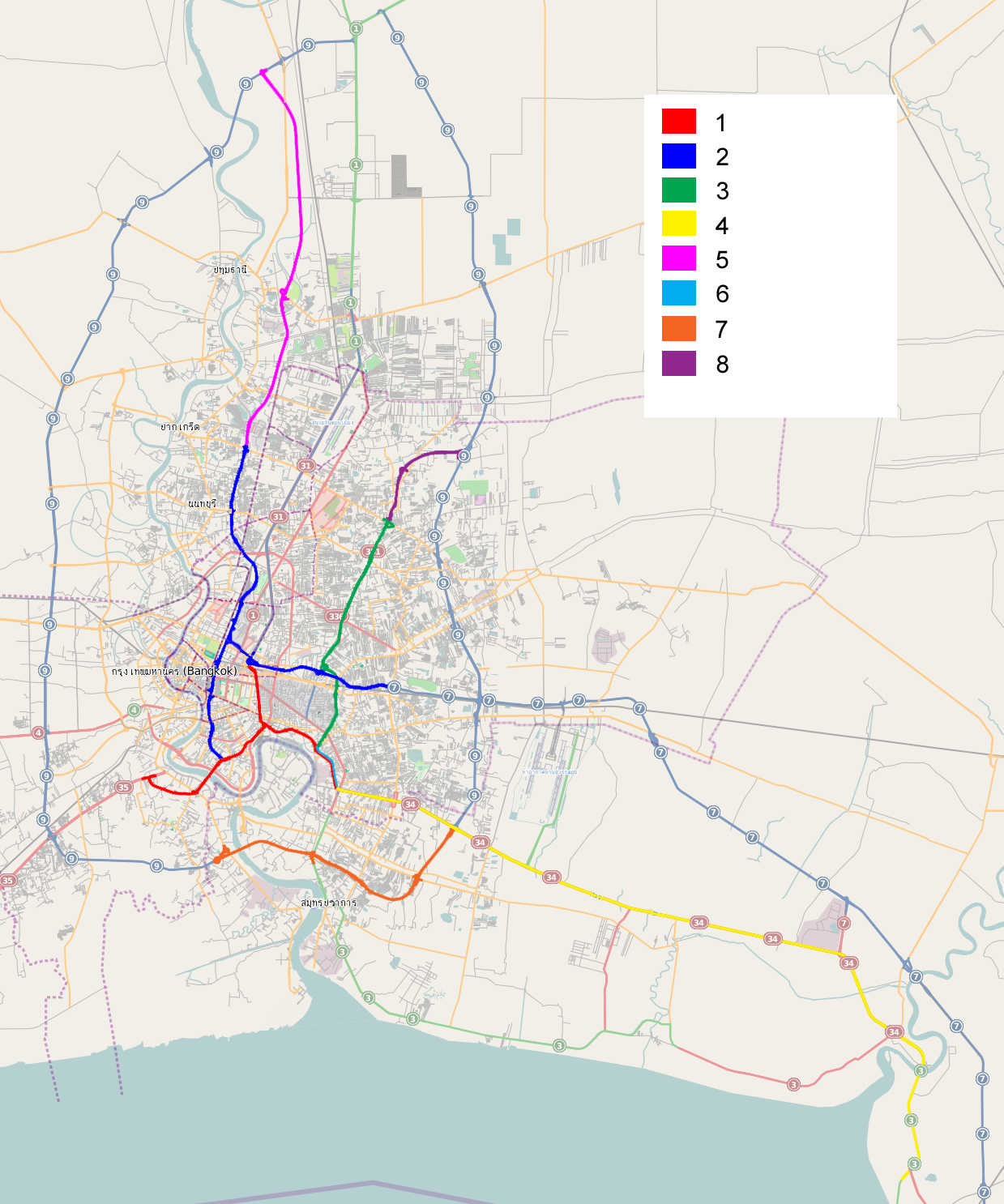
Обзорная карта автомагистралей Бангкока

Тайская сеть автомагистралей есть в каждом районе Таиланда. Большинство дорог находятся в хорошем состоянии ремонт, что значительно повышает безопасность и скорость. Четыре полосы дороги часто имеют накладные бетонные пешеходные переходы, которые чередуются в населенных пунктах через каждые 250 метров.  Таиланд использует сеть платных дорог. Сеть скоростных дорог охватывает основные районы Бангкока и пригородных районов. Скоростные дороги позволяют избегать пробок в Бангкоке.
Другие формы автомобильного транспорта включает в себя моторикши, такси, минивэн (микроавтобус), мототакси и сонгтео.

## Воздушный транспорт

### Аэропорты
По состоянию на 2012 год, в Таиланде есть 103 аэропорта со 63 взлетно-посадочными полосами и 6 вертодромов. Самым загруженным аэропортом является бангкокский аэропорт Суварнабхуми.
Крупные международные аэропорты

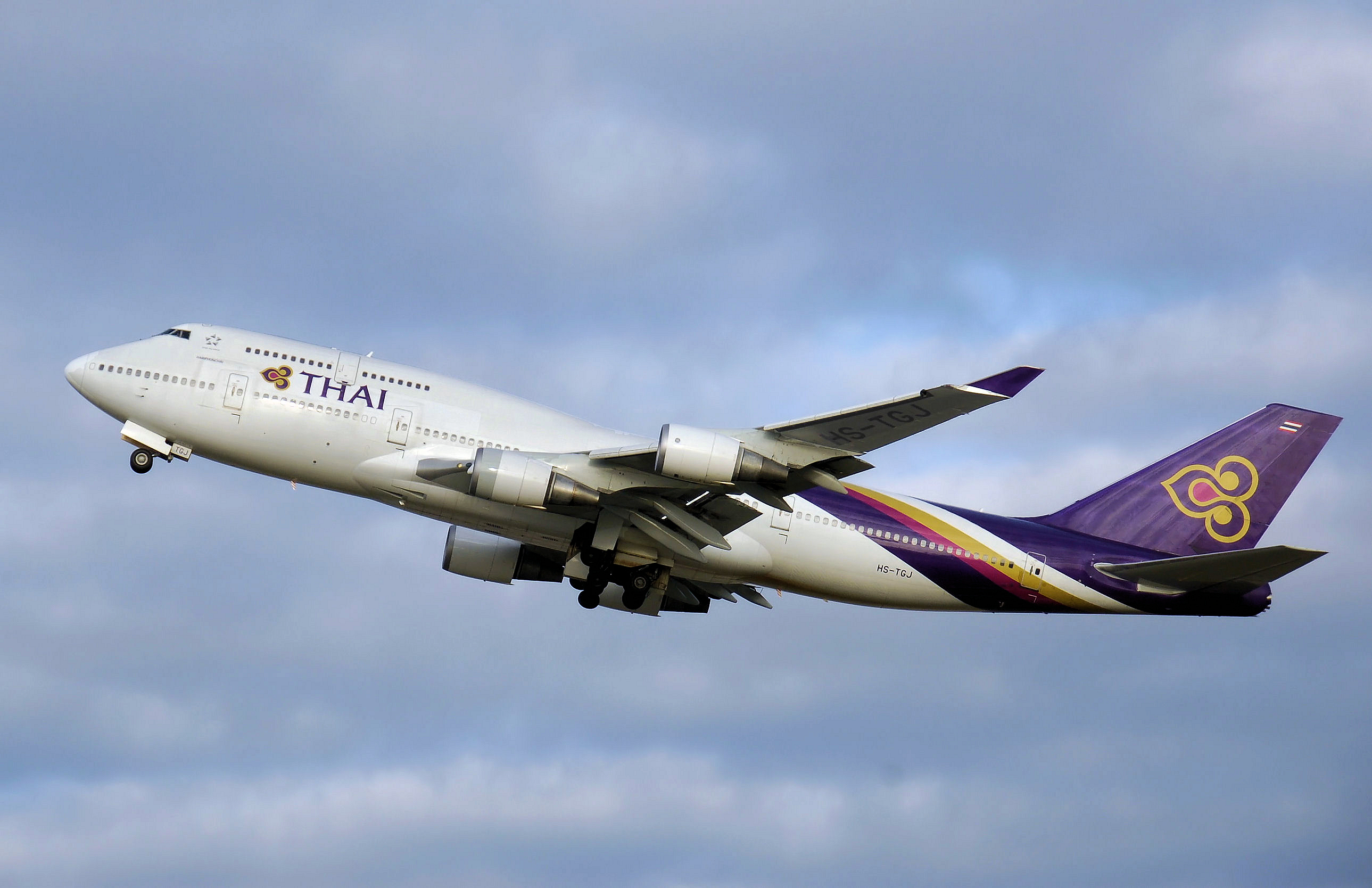
Боинг 747-400 национальной авиакомпании Тайские авиалинии

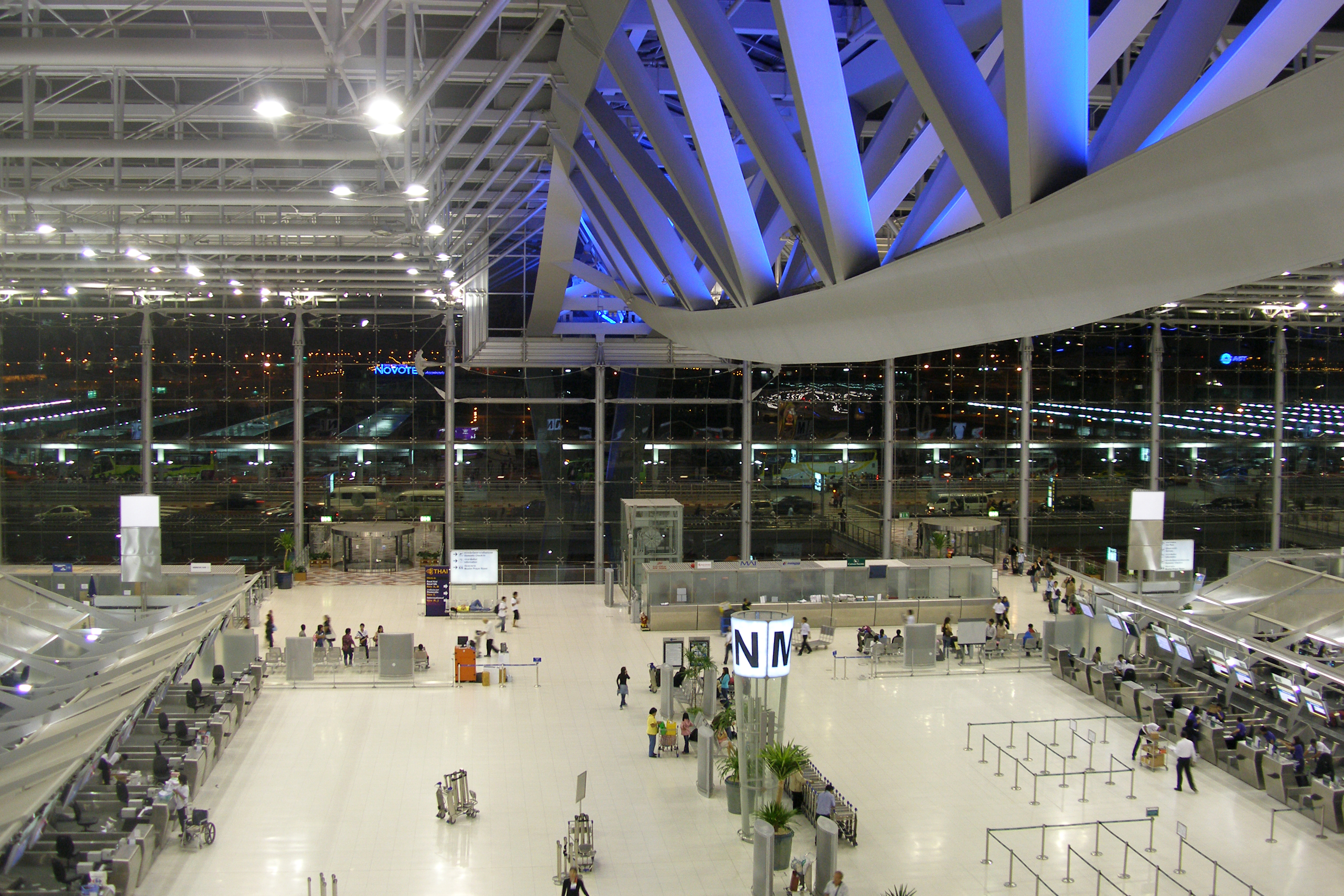
Аэропорт Суварнабхуми в Бангкоке, Таиланд

- Аэропорт Суварнабхуми в Бангкоке —  новый международный аэропорт Бангкока, крупнейший международный хаб.
- Международный аэропорт Донмыанг — старый международный аэропорт, используется в основном лоукост-перевозчиками.
- Международного аэропорт Чиангмай
- Международный аэропорт Чианграй
- Международный аэропорт Хатъяй
- Международный аэропорт Пхукет
- Международный аэропорт Краби
- Международный аэропорт Самуи
- Международный аэропорт Сураттхани
- Международный аэропорт Удонтхани
- Международный аэропорт Паттайя-Утапао

### Авиакомпании
Национальный перевозчик Таиланда — Тайские авиалинии, основан в 1959 году. Авиакомпания Bangkok Airways функционирует с 1968 года. Лоукост-перевозчики получили распространение с 2003 года.

## Водный транспорт

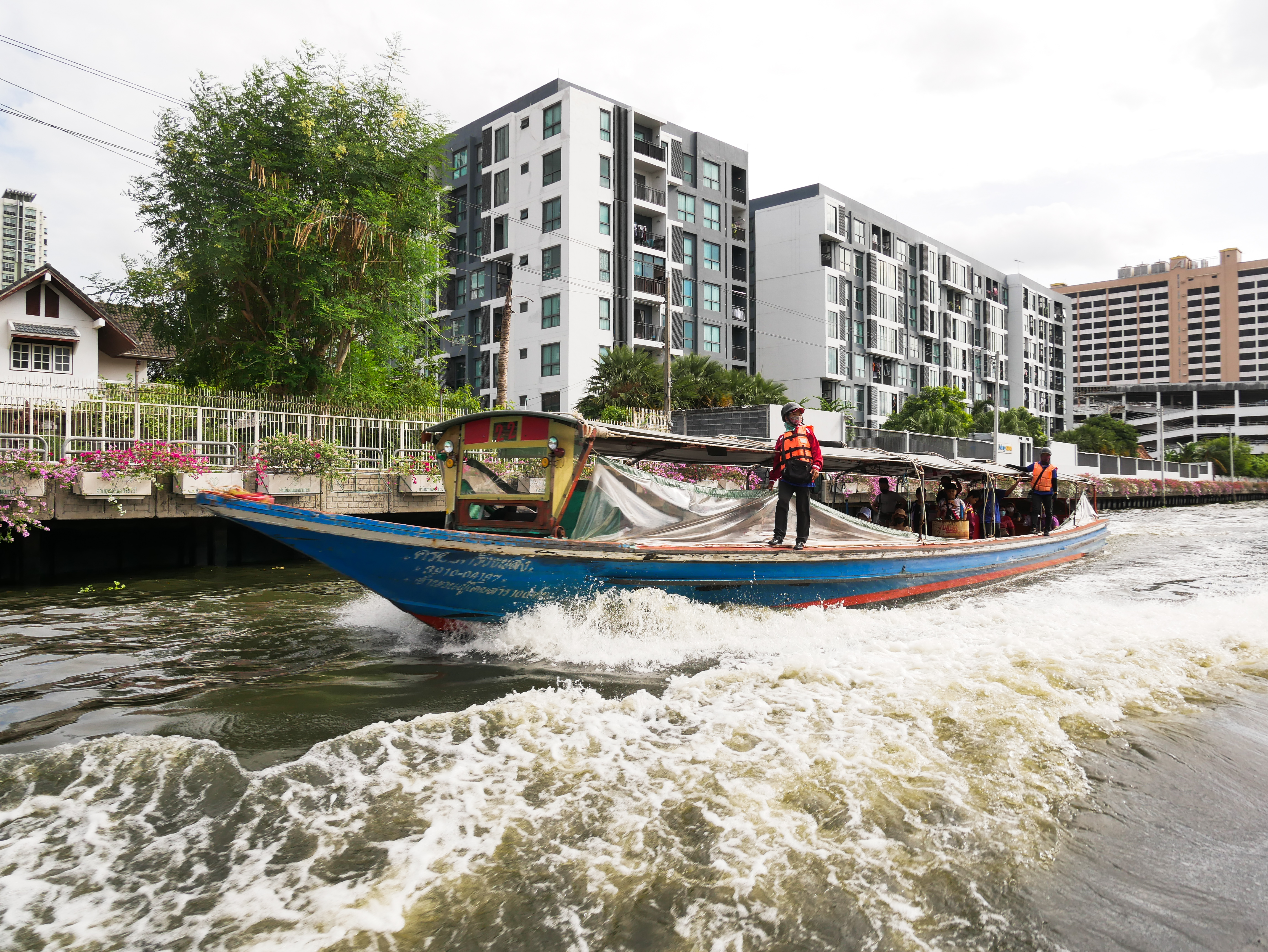
Речной транспорт на канале Сэнсэп, Бангкок

По состоянию на 2011 год в стране насчитывалось 3 999 км главных путей, из которых 3 701 км судоходные в течение года. Есть множество мелких водных путей, по которым плавают мелкосидящие судна, такие как длиннохвостые лодки.
В Бангкоке регулярное маршрутное движение осуществляется по реке Чаупхрая и каналу Сэнсэп. Она является основной транспортной артерией для паромов, водных такси и длиннохвостых лодок.
Паромное сообщение в Таиланде действует между сотнями островов и материком, а также через судоходные реки, такие как Чао Прайя и Меконг. Существуют международные паромы. Морской транспорт работает и в Сиамском заливе, и Андаманском море.
Основные порты и гавани Таиланда:
- Бангкок
- Лаем Нгоп
- Лаем Чабанг
- Паттани
- Пхукет
- Саттахип
- Сонгкхла
- Ранонг
- Сатун

Торговый флот страны состоит из 363 судов (2010). Среди них 31 балкер, 99 грузовое судно, 28 химовозов, 18 контейнеровозов, 36 судов для перевозки сжиженного газа, 10 пассажирских/грузовых судов, 114 нефтяных танкеров, 24 рефрижераторных грузовых судов и др.

## Трубопроводы
Трубопроводы используются для транспортировки газа (1 889 км) (2010 год), жидкой нефти (85 км) и нефтепродуктов (1 099 км).

## Внешние ссылки
- Transit Bangkok - Общественный транспорт Бангкока. Маршруты, станции, расписание.
- Онлайн билеты, расписание на автобусы, паромы, железные дороги и городской транспорт в Таиланд
- Таиланд аварии исследовательский центр (КАТП) - Дорожная и транспортная безопасность.
- https://kochevnik.digital/thailand/voditelskie-prava/ - Какие права действуют в Таиланде и как туристу получить тайские водительские права.

Эта статья содержит материалы из Всемирной Книги Фактов ЦРУ (издание 2006), которые публикуются правительством США как Общественное достояние.